# Maltitol
El maltitol es un alcohol (obtenido de hidrogenar maltosa), también llamado polialcohol o poliol, usado como sustituto de la sacarosa y del azúcar.

## Síntesis
El maltitol se sintetiza por hidrogenación de maltosa obtenida de almidón. Por su alta calidad edulcorante, puede usarse sin ningún mezclado con otros edulcorantes, y exhibe muy poco efecto de frío en la boca (positivo calor de solución), comparado con otros alcoholes de azúcar, y es en esto muy similar a la sacarosa.

## Características
Con un poder edulcorante del 75-90% de la sucrosa, a diferencia de otros edulcorantes, el maltitol no afecta el sabor de los productos. Es de uso seguro para diabéticos. Conveniente para las personas que deben evitar un aumento rápido de glucosa en la sangre ya que el intestino absorbe el maltitol más lentamente que el azúcar. 
No es metabolizado por bacterias de la cavidad oral, por lo que no promueve caries. Es más lentamente absorbido que la sacarosa. Su valor energético es de 2,1 kcal/g (8,8 kJ/g); (la sacarosa tiene 4 kcal/g (16,7 kJ/g)), o sea que el maltitol contiene casi la mitad de calorías que el azúcar. 
Por su lenta absorción y efecto osmótico puede provocar en altas dosis un efecto laxante. En EE. UU. posee un aviso en el etiquetado advirtiendo no consumir más de 100 g/día.
No contiene fibra alimentaria.